# The Classic Guide to Strategy
The Classic Guide to Strategy est un album de John Zorn paru à l'origine en deux volumes, en vinyle,  aujourd'hui épuisés (The Classic Guide to Strategy volume one (1983) et The Classic Guide to Strategy volume two (1985)), sur le label Lumina. Il est paru en 1996 sur le label Tzadik. John Zorn y joue en solo (saxophone alto, saxophone soprano, clarinette, appeaux).

## Titres
| 1.    | Part 1                 | 19:36 |
| 2.    | Part 2 (Cartoon Music) | 19:32 |
| 3.    | Aoyanian Michi         | 11:15 |
| 4.    | Enoken                 | 3:21  |
| 5.    | Katsumi Shigeru        | 6:34  |
| 6.    | Kondo Toshinori        | 6:04  |
| 7.    | Togowa Jun             | 8:54  |
| 8.    | Mori Ikue              | 2:38  |
| 77:54 |                        |       |

## Personnel
- John Zorn - saxophone alto, saxophone soprano, clarinette, appeaux